# Nota z dziewięciu paragrafów
Nota z dziewięciu paragrafów – nota Cypriana Kamila Norwida z 1863 w sprawie zwołania międzynarodowego kongresu militarnego, wysłana generałowi Władysławowi Zamoyskiemu.

## O utworze
Najobszerniejsza z not wysłanych przez Norwida w listopadzie 1863 w sprawie zwołania przez Rząd Narodowy międzynarodowego kongresu militarnego, który przyznałby powstańcom prawo wojujących, a jednocześnie wypowiedział się co do metod prowadzenia działań wojennych przez wojska rosyjskie. Nota doręczona generałowi Władysławowi Zamoyskiemu 5 listopada została zaopatrzona w Appendix, dostarczony kilka dni później. Zamoyski odpowiedział na Notę i Appendix 18 listopada kilkoma zdawkowymi zdaniami. Tłumaczył się brakiem ludzi, którzy i tak już są obciążeni nad siły. Autograf z paryskiego archiwum Zamoyskich przewieziony do Kórnika, a następnie do Biblioteki Zamoyskich w Warszawie, zaginął w czasie II wojny światowej. Nota z dziewięciu paragrafów została wydrukowana przez Adama Krechowieckiego w 1909 w O Cyprianie Norwidzie. Próba charakterystyki.

## Treść
Swoje postulaty Norwid zawarł w dziewięciu punktachː
1. Należy uzyskać w ciągu dwóch miesięcy dla powstańców prawa wojujących, wywoławszy najpierw Rewolucję Europejską.
2. Rewolucja ta miałaby polegać na ogłoszeniu, że nie tylko szlachta, mieszczanie i Żydzi muszą mieć głos sumienia w sprawach europejskich, ale wszyscy, którzy krew swą za to przelali, to jest cała armia europejska
3. Tak będzie i tak być musi.
4. Polacy szukają uznania gabinetowego. Ich usiłowania są poczciwe, ale nieskuteczne, bo każdy naród powstający musi coś nowego przynieść. Duplikatów jest dosyć.
5. Należy zwołać kongres złożony ze sław militarnych, które by orzekły czy postępowanie armii Aleksandra II jest zgodne z honorem wojskowym.
6. Są już kongresy daleko trudniejszeː religijne, prawne. Tak samo będą i kongresy militarne, na których odpowiednie autorytety po zbadaniu sprawy orzekną, że ta i ta armia żadnej militarnej czci nie jest godna. Tak stało się z pojedynkiem, który bez świadków jest uważany za rozbój, tak będzie i z wojną.
7. Trzeba przygotować notę opartą na tym, że od czasu wygaśnięcia zakonów rycerskich żadna armia nie ma swobodnego głosu sumienia. Są tylkoː nagrody, słowo honoru i dyscyplina. W miarę rozwoju historycznej godności człowieka, nikt nie będzie chciał służyć w armiach pozbawionych głosu sumienia, bo nie można być zbójcą i chrześcijaninem. Zakończyć trzeba tą notę konkluzją o konieczności zwołania kongresu militarnego. Potem zaś rzecz odpowiednio rozgłosić.
8. Oznaczać to będzie powołanie armii Aleksandra II przed legalny trybunał.
9. Wojsko zaś zyska w ten sposób w takim kongresie głos sumienia swego[2].